# Jan Pilař
Jan Pilař (9. září 1917 Stříbřec u Jindřichova Hradce – 19. října 1996 Praha) byl český spisovatel, básník a literární kritik, šéfredaktor Literárních listů (dnes Literární noviny) a ředitel nakladatelství Československý spisovatel.

## Život
Narodil se 9. září 1917 v jihočeské obci Stříbřec. Po maturitě na reálném gymnáziu v Klatovech (roku 1936) začal studovat češtinu a francouzštinu na Filozofické fakultě Univerzity Karlovy. V roce 1939 debutoval sbírkou básní Jabloňový sad. Po 17. listopadu 1939 byl v rámci perzekuce vysokoškolských studentů tři měsíce vězněn v Sachsenhausenu. Po návratu z koncentračního tábora zbytek války pracoval v úseku propagace agrárnického nakladatelství Novina. Roku 1946 dokončil studia a získal titul PhDr.
Za Květnového povstání řídil Lidový deník, po osvobození vedl kulturní rubriku Zemědělských novin. Ještě v květnu 1945 vstoupil do KSČ. V roce 1948 podepsal výzvu prokomunistické inteligence Kupředu, zpátky ni krok!, jež byla vydána dne 25. února 1948 na podporu komunistického převratu. Na I. sjezdu Svazu československých spisovatelů (SČSS) konaném ve dnech 4.–6. března 1949 byl zvolen za člena Ústředního výboru SČSS, kde byl nepřetržitě (zvolen byl i na II., III. a IV. sjezdu SČSS v červnu 1967) až do roku 1968.

V letech 1949–52 byl zástupcem šéfredaktora Lidových novin. V letech 1954–1959 působil jako šéfredaktor Literárních novin a poté jako ředitel nakladatelství Československý spisovatel. V roce 1968 musel z nakladatelství odejít a stal se tajemníkem Svazu nakladatelů a knihkupců. Od roku 1970 působil opět v nakladatelství Československý spisovatel, nejdříve jako šéfredaktor a v letech 1982–89 opět jako ředitel. V roce 1977 podepsal „Antichartu“. V roce 1982 se stal členem představenstva Svazu českých spisovatelů; byl jednou z opor tzv. normalizace.

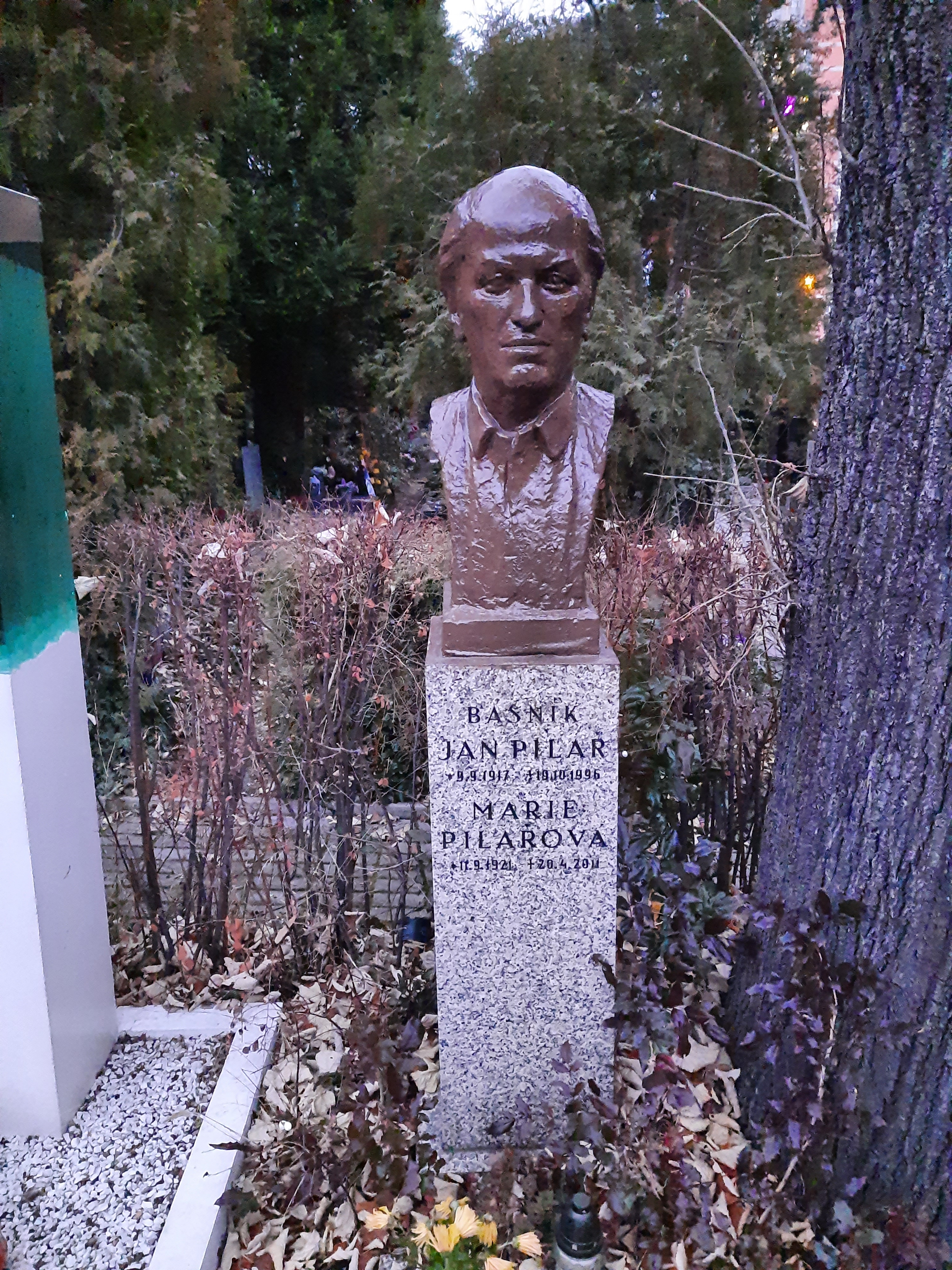
Hrob Jana Pilaře v Urnovém háji Krematoria Strašnice

Od 70. let do 1989 působil i na katedře české a slovenské literatury Filozofické fakulty Univerzity Karlovy, docentem srovnávací literatury se stal v roce 1980 habilitační prací Má cesta k polské poezii. V roce 1989 odešel do důchodu. Zemřel roku 1996 v Praze a byl pohřben v Urnovém háji strašnického krematoria.

## Ocenění
V roce 1967 byl prohlášen zasloužilým umělcem, národním umělcem se stal v roce 1985. Získal rovněž řadu vysokých polských vyznamenání.

## Dílo
Publikoval v řadě českých časopisů a novin, v polských kulturních časopisech, spolupracoval s Československým rozhlasem. Je autorem řady básnických sbírek, knížek pro děti a mládež, esejů, reportáží a vzpomínek. Publikoval velké množství překladů poezie. Překládal z polštiny, kde se věnoval zejména poezii K. I. Gałczyńského a současných polských básníků vůbec, připravil rovněž několik výborů polské poezie. Za jazykové spolupráce překládal poezii z albánštiny, bulharštiny, ruštiny, němčiny a španělštiny.
Autorský debut si odbyl v roce 1933 ve Studentských listech (od roku 1936 zde patřil k externím redaktorům), poezii a publicistiku a později také články o literatuře tiskl ve studentském časopise Kruh (Plzeň), dále v periodikách Venkov, Mladý venkov, Národní osvobození, Kritický měsíčník, Obnova, Akord, List mladých a Lidová kultura. Po válce přispíval zejména do novin a časopisů: Zemědělské noviny, Venkov, Lidové noviny, Tvorba, Rudé právo, Impuls, Plamen, Světová literatura, Literární měsíčník aj. Publikoval též v polských kulturních časopisech. Od konce 30. let psal pro Československý rozhlas literární pásma a později i přednášky a úvahy. Užíval pseudonym Jiří Podhorský (v začátcích) a šifer J. P., jp, jpř.

### Beletrie
- Jabloňový sad (BB 1939)
- Stesk Orfeův (BB 1940; rozšíř. a přeprac. 1944)
- Smrt Orfeova (BB, soukromý tisk, 1940)
- Milostné dopisy (BB, bibliofilie, 1941; poté v následující sbírce)
- Dům bez oken (BB 1942; zde též sbírka Milostné dopisy)
- Vlny (BB 1943)
- Milostný příběh (BB, bibliof., 1944)
- Krysař (B pro děti, 1945; 1. přeprac. 1948; 2. přeprac. 1978)
- Okov (BB 1946); Popelka (B pro děti, 1947)
- Sluneční vůz (PP, na motivy Ovidiových Proměn, 1947; rozšíř. 1973)
- Řekni mi, co čteš. Tři rozhlasové rozhovory o četbě naší mládeže (1947, s V. Kováříkem)
- Sníh (BB 1948; od 1967 ve sbírce Otevřela se přede mnou růže)
- Kultura nové vesnice (E 1949)
- Radost na zemi (BB 1950)
- Hvězda života (BB 1953)
- Albánský zápisník (RpRp 1954, obsahuje i překlady básní, vzniklé za jazykové spolupráce D. Piliky)
- Píseň Vltavy (B pro ml., 1955)
- Strom se nepohřbívá (BB 1957)
- Otevřela se přede mnou růže (BB 1961)
- Krajinou pádí kůň (BB 1967)
- Žlutý list (BB 1972)
- Kruhy na vodě (BB 1975)
- Pohled do očí (BB 1979)
- Homérova Ilias (básnické převyprávění pro mládež, 1979)
- Má cesta za polskou poezií (EE, črty, vzpomínky, 1981)
- Strom domova (EE, vzpomínky, 1982)
- Točité schody (BB 1983)
- Růže pro Jana Nerudu (BB 1984)
- Zastavení v krajinách (BB 1985)
- Soukromá galerie (BB 1986)
- Má cesta do nakladatelství (vzpomínky, b. d., bibliofilie, 1987)
- Oslovení (BB 1989)
- Sluneční hodiny (vzpomínky, 1989)
- Spadané listí (BB 1997)

### Výbory
- Dům bez oken (1942) – obsahuje oddíly Monology, Člověk na zemi a Milostné dopisy
- Svět sivý holub : Verše 1945–1962 (1963)
- Divoké keře (1973; 1. rozšíř. 1978; 2. rozšíř. 1985)
- Ohlédnutí (1974)
- Znamení stromů (1975, obsahuje: sbírky Krajinou pádí kůň, Žlutý list, krácené o 9 básní)
- Země zelená louka (1977, ed. V. Rzounek a J. Nejedlá); Básně (1980, ed. J. Nejedlá)
- Zázrak dorozumění (bibliofilie, 1981)
- Zelená růže (1982, ed. M. Pohorský)
- Jabloně (1982, ed. F. Buriánek)
- Křídlovka jara (pro mládež, 1984, ed. O. Chaloupka)
- Rodokmen (1987)
- Ladění (1987, ed. K. Blahynková a M. Blahynka)
- Dvojí křídla (1988)

### Souborná vydání
- Vybrané spisy Jana Pilaře (Československý spisovatel, 1986–1990, 4 sv., řada básní vypuštěna, řada naopak otištěna poprvé).

### Překlady
- Kuhnert, A. A.: Velká matka (1942); Pochodně (polská poezie 1938–45, 1947, za jazykové spolupráce S. Mágra, též ed.)
- Brzechwa, J.: Jehla s nitkou tancovala (1948) + Popletená kačena (1948) + Ptačí klepy (1963, rozšíř. 1986) + Kašpařice, Entlička pentlička, Kašpárkovy proměny (1964, s V. Dvořáčkovou)
- Bielińska, H.: Haló, haló (1948)
- Tuwim, J.: Slovem do krve (1949, též ed.) + Zázraky a divy (1955; rozšíř. 1958) + Lokomotiva (1962) + Vdova Klára (rozmnož., 1963) + Tančící Sokrates (výbor, 1966, též ed.)
- Botev, Ch.: Básně (1950, s Z. Hanzovou; přeprac. 1974) + Moje píseň (1974, s D. Hronkovou)
- Neruda, P.: Ať procitne dřevorubec (1950) + Semena bouře (1961) + Ať procitne dřevorubec (výbor, 1973, s A. Kroupou a V. Nezvalem) + Veliký zpěv (1978, za jazykové spolupráce E. Hodouška) + Sto sonetů o lásce (1985, za jazykové spolupráce Z. Brančíkové)
- Broniewski, W.: Pařížská komuna (1951) + Nepokořená píseň (1955, též ed.) + První motýlek (1956) + Naděje (1973, též ed.)
- Szelburg-Zarembina, E.: Za nitkou do klubíčka (1951); Nová polská poezie (1952, s dalšími, též ed. s E. Sojkou a J. Závadou)
- Ščipačov, S.: Pavlík Morozov (1952)
- Vapcarov, N.: Z díla (1953, s dalšími)
- Gałczyński, K. I.: Divoké víno (1957) + Začarovaná drožka (výbor, 1963, též ed.) + Noc zázraků (rozmnož., 1964) + Zelená husa (1965) + Prstem otáčíš planety (1973, též ed.) + Sedmé nebe (1980, též ed.)
- Gamzatov, R.: Jitro na horách (1959, též ed.) + Vysoké hvězdy (1975, též ed.) + Tři zpěvy o matce (1980) + Kavkazská suita (1988, s M. Pilařovou, též ed.)
- Tuwim, J. – Gałczyński, K. I. – W. Broniewski: Niobé (výbor, 1960, též ed.)
- Staff, L.: Labuť a lyra (1960, též ed.)
- Horov, P.: Vysoké letní nebe (1961) + Ponorná řeka (1981)
- Grochowiak, S.: Pozvání k lásce (1967) + Lov na tetřevy (1990)
- Harasymowicz, J.: Součet zeleně (1967) + Láska už přeletěla dům (1983) + Černý bez (1988)
- Norwid, C.: Černé květy (1970, též ed.) + Chopinův klavír (B 1976) + Chopinův klavír (výbor básní, 1983)
- Kochanowski, J.: Renesanční loutna (1971; přeprac. s tit. Trény, 1988, s E. Sojkou) + Žalozpěvy (1984)
- Leśmian, B.: Zelená hodina (1972, též ed.)
- Iwaszkiewicz, J.: Plavení koní (1972) + Hrst vrbových lístků (1981, též ed.)
- Ważyk, A.: Labyrint (1972)
- Čistý zpěv (antologie polské poezie, 1974, též ed.)
- Neruda, P.: Veliký zpěv (1976, s E. Hodouškem)
- Setkání nad Vislou (polská poezie 20. století, 1979, s dalšími, též ed.)
- Sokolov, V. N.: Noční déšť (1981, též ed.)
- Nowak, T.: Bělejší než sníh (1983)
- Baczyński, K. K.: Spálené růže (1983, též ed.)
- Hledám, tedy jsem (mladá polská poezie, 1987, též ed.)
- Słowacki, J.: Já, Orfeus (1987, též ed.)
- Laris, I.: Žlutý kačer (1989, též ed.)

### Příspěvky ve sbornících a almanaších
- Jarní almanach básnický 1940 (1940)
- Stráž míru (1950)
- Jde české mládí (1950)
- Zdeňku Nejedlému k 75. narozeninám (1953)
- Každou vteřinu. Magazín poezie (1964)
- Jakou barvu má srdce. Česká poezie 1945–1965 (1965)
- Souhvězdí Aurory (1977)
- Práce z dějin slavistiky, sv. 6 (1982)
- Mírový hlas (1983)
- Nachový plamen (1985)
- A hory nemlčely (1984)
- Dvojhlas. České a slovenské verše 1900–1985 (1985)
- Malá galerie autorů Československého spisovatele (1989) aj.

### Uspořádal, vydal a redigoval
- 17. listopad – Odboj československého studentstva (1945, s F. Buriánkem, R. Mertlíkem a J. Strnadelem, vyšlo též v anglickém, ruském a francouzském překladu)
- Kulturní družstva (1948)
- Práce zpívá (1949, též přisp.)

### Ostatní práce
- Řekni mi, co čteš – Tři rozhlasové rozhovory o četbě naší mládeže (1947, s V. Kováříkem)
- Střední Čechy (texty k obrazové publikaci, 1953, s J. Glazarovou a I. Skálou)
- Československo (sb., 1975)

### Knižně
- Jan Pilař – K 65. narozeninám (sb., 1982, ed. R. Tognerová, bibliografii sestavila S. Mouchová).
- Blahynka, M.: Jan Pilař (1984, obsahuje bibliografii).

### Studie a články
- Bartoš, O.: O stylu Pilařových překladů z moderní polské lyriky, Bulletin Ústavu ruského jazyka a literatury 1968, sv. 12.
- Bartoš, O.: Sondy ke kořenům poezie, Tvorba 1972, č. 34.
- Buriánek, F.: Studie k básnickému portrétu Jana Pilaře, LM 1982, č. 7.
- Miloš Pohorský: úvod, in Zelené růže (1982).
- Blahynka, M.: Hlubinné vrty – Nad knihami Jana Pilaře osmdesátých let, LM 1984, č. 10.
- Havel, R.: O jedné legendě, Tvar 1993, č. 47–48.
- Mikulášek, A.: Poezie ve světě bez poezie, Haló noviny 29. 11. 1997, příl. Čtení pro volné chvíle – Obrys & Kmen, č. 46.

### Nekrology
- Peňás, J., Respekt 1996, č. 45.
- Blahynka, M., Haló noviny 24.10.1996.
- Macháček, J., Tvar 1996, č. 20.

### Archiv
- LA PNP: Osobní fond, nezpracováno.